# Аржаков, Максим Сергеевич
Аржаков Максим Сергеевич (27 августа 1960 г., Дзержинск,  Нижегородская область) — российский физико-химик, доктор химических наук (2004 г.), профессор кафедры высокомолекулярных соединений химического факультета МГУ имени М. В. Ломоносова.

## Биография
Аржаков Максим Сергеевич родился в г. Дзержинске Нижегородской области, где в 1977 г. окончил среднюю школу. В том же году поступил на химический факультет Московского государственного университета имени М.В. Ломоносова и окончил его в 1983 г.
С 1983 по 1986 гг. работал младшим научным сотрудником в Научно-исследовательском физико-химическом институте имени Л. Я. Карпова. С 1986 г. работает на химическом факультете МГУ, пройдя путь от младшего научного сотрудника до профессора кафедры высокомолекулярных соединений.
В 1989 г. под руководством чл.-корр., профессора А. Л. Волынского и к.х.н. А. В. Волкова защитил кандидатскую диссертацию, а в 2004 г. – докторскую. В 2007 г. стал профессором кафедры высокомолекулярных соединений химического факультета МГУ .

## Научная деятельность
Научная деятельность Аржакова М. С. относится к области физической химии и физической механики полимеров и композиционных материалов. Один из первых результатов в рамках этих направлений, положенный в основу его кандидатской диссертации, связан с разработкой методики селективной и направленной модификации эксплуатационных свойств полиамидных волокон и плёнок. В период с 1995 по 2015 гг. в тесном сотрудничестве с профессором С. А. Аржаковым и д.х.н. Г. М. Луковкиным были сформулированы и апробированы на промышленном уровне научно-технологические принципы использования полимер-мономерных систем для производства нового поколения полимерных материалов, а также предложена методология унифицированного анализа физических свойств химических веществ и материалов, на базе которой разработаны алгоритмы прогнозирования эксплуатационного поведения технических конструкций и мониторинга их состояния в режиме реального времени.В этот же период совместно с Институтом металлургии и материаловедения имени А. А. Байкова РАН разработаны принципиально новые прозрачные и ударостойкие полимер-керамические композиты.
	В последние годы научные интересы Аржакова М.С. лежат в области исследования и производства функциональных полимерных покрытий, а также полимерных композиций для контроля реологического поведения дисперсных и сыпучих систем, грунтов, почв и т. д.

### Педагогическая деятельность
Ещё будучи младшим научным сотрудником кафедры высокомолекулярных соединений, Аржаков М. С. начал вести практические и семинарские занятия со студентами Химического факультета МГУ имени М. В. Ломоносова. С переходом в преподавательский штат им была начата лекционная работа, которую он продолжает и по сей день. Аржаков М. С. является автором и соавтором более 20 лекционных курсов для студентов химического и физического факультетов, факультета наук о материалах МГУ, а также для студентов других университетов. Наиболее значимые курсы лекций,прочитанные Аржаковым М. С. в различные годы и читаемые им по настоящее время, включают: «Химия и физика полимеров» (Факультет наук о материалах, МГУ, 1988 – 2003); «Introduction in Polymer Science» (Chemistry Dept., Copenhagen University, 1997 – 2001);«Высокомолекулярные соединения» (Высший химический колледж РАН, 2003 – 2010); «Высокомолекулярные соединения» (Химический факультет, филиал МГУ в г. Баку, 2011); «Высокомолекулярные соединения» (Химический факультет, МГУ, 2015 – 2018); «Selected Chapters in Chemistry» (Химический факультет, МГУ, 2016 – н/в).
	Аржаковым М. С. изданы 2 учебных пособия и в соавторстве с преподавателями кафедры высокомолекулярных соединений 2 учебника, а также более 20 учебно-методических пособий . 

### Научная и учебная литература
1. Аржаков М. С. Химия и физика полимеров. Краткий словарь. С-Пб., М., Краснодар: Лань, 2020
2. Arzhakov M. Relaxation in Physical and Mechanical Behavior of Polymers. Boca Raton, London, New York: CRC Press, Taylor & Francis Group, 2019
3. Аржаков М. С. Термомеханика полимеров. Montreal: Accent graphics communications, 2019 (электронное издание)
4. Аржаков М. С. с соавторами. Органическая химия: Высокомолекулярные соединения. М.: Юрайт, 2019
5. Аржаков М. С. Релаксационные явления в полимерах, Montreal: Accent graphics communications, 2018 (электронное издание)
6. Аржаков М. С. с соавторами. Введение в унифицированный анализ физических свойств веществ и материалов, Montreal: Accent graphics communications, 2017 (электронное издание)
7. Аржаков М. С. Высокомолекулярные соединения. Словарь терминов, понятий и определений, Montreal: Accent graphics communications, 2016 (электронное издание)
8. Аржаков М. С. с соавторами. Высокомолекулярные соединения, М.: Юрайт, 2016 [1].

## Литературное творчество и изобразительное искусство
Непрофессиональная творческая деятельность Аржакова М. С. связана с литературой и графикой в стиле экспрессионизма, символизма и абстракции.
С 2005 по 2015 гг. он публиковал работы под псевдонимом «Сергей Максимов», выпустив одну художественную книгу и приняв участие в издании ряда печатных и электронных литературных сборников и альманахов. Впоследствии им были изданы 4 художественные книги.

Начав в 2010 г. с художественной фотографии, Аржаков М.С. перешёл к компьютерной графике и затем к смешанной изобразительной технике. К настоящему времени им проведено 2 персональные выставки и принято участие в ряде коллективных российских и международных выставок.

### Художественная литература
1. Аржаков М. Горсть ноября, Montreal: Accent graphics communications, 2019 (электронное издание)
2. Аржаков М. В изысканно-изломанной манере, Montreal: Accent graphics communications, 2016 (электронное издание)
3. Аржаков М. Этюды старой мансарды. Опыты мистического экспрессионизма, Montreal: Accent graphics communications, 2016 (электронное издание)
4. Аржаков М. Амазонка, Montreal: Accent graphics communications, 2016 (электронное издание)

Публикации под псевдонимом «Сергей Максимов»

1. Максимов С. Взгляд, Рязань: Новый современник, 2012
2. Максимов С. в сборнике «Современная сетевая проза», М.: Спецкнига, 2009
3. Максимов С. в альманахе «Золотая строфа», М.: Отраслевая пресса, 2009
4. Максимов С. в сборнике «Современная сетевая поэзия», М.: Спецкнига, 2008

### Персональные и коллективные художественные выставки
Персональные художественные выставки:
1. «Взгляд», Москва, 2014
2. «Отражения», Москва, 2012

Коллективные художественные выставки:
1. Международный выставочный проект «Столичные арт сезоны. Осень 2019», Москва, 2019
2. Международный салон абстрактного искусства Artabs-2019, Москва, 2019
3. Art week in Denmark, Copenhagen, 2019
4. Международная жанровая выставка «Я мечтаю об этой девушке», Москва, 2019
5. «Смысл жизни», выставка творческого объединения «Дубки», Москва, 2013